# КК У Клуж-Напока
КК У Клуж-Напока (рум. BC U Cluj-Napoca) румунски је кошаркашки клуб из Клуж-Напоке. Из спонзорских разлога пун назив клуба тренутно гласи У-Банка Трансилванија Клуж Напока (рум. U-Banca Transilvania Cluj-Napoca). У сезони 2023/24. такмичи се у Првој лиги Румуније и у Еврокупу.

## Успеси

### Национални
- Првенство Румуније:
  - Првак (8): 1992, 1993, 1996, 2011, 2017, 2021, 2022, 2023.
  - Вицепрвак (7): 1959, 1962, 1991, 1994, 2006, 2008, 2010.

- Куп Румуније:
  - Победник (7): 1995, 2016, 2017, 2018, 2020, 2023, 2024.
  - Финалиста (1): 2006.

- Суперкуп Румуније:
  - Победник (4): 2016, 2017, 2021, 2022.

## Познатији играчи
- Александар Глинтић
- Иван Жигерановић
- Бранко Јоровић
- Александар Рашић